# 고양이 공포증
고양이 공포증(Ailurophobia)은 특정공포증 중 하나이며, 고양이에 대한 특별한 공포감을 갖는 것을 말한다. 고양이 공포증을 가지는 이유는 여러가지가 있다. 이 공포증으로 고통 받는 대부분의 사람들은 검은 고양이가 불운을 일으킨다고 믿기 때문이다.
많은 사람들은 고양이가 보통 무해한 동물이고 많은 사람들이 그들과 함께 있는 것을 즐기기 때문에 이러한 종류의 공포증으로 고통 받고 오해를 느낀다. 그 두려움은 어린 시절에 고양이와 함께 있었던 나쁜 경험이나 사람에게 흔적을 남긴 큰 부상으로 거슬러 올라갈 수 있다.

## 같이 보기
- 공포증 목록